# Hans Jakob Lundborg
Hans Jakob Lundborg, född 10 december 1825 i Gagnef, död 26 november 1867 i Grythyttan, var en svensk präst och föregångsman inom den svenska väckelserörelsen, var delaktig i grundandet av Evangeliska fosterlandsstiftelsen.
Hans far var skolpräst i Gagnef. Hans Jakob undervisades av sin morbror, pastor Arnberg och studerade en kort tid vid Gävle gymnasium innan han tog studentexamen i Uppsala. Han arbetade sedan som informator i Hälsingland och Uppland. Vid ett sjukbesök 1851 fick han en religiös upplevelse, som blev ett kall.
Han prästvigdes 10 november 1853 i Västerås domkyrka. Hans första tjänstgöring som präst var två månader i Fläckebo i trakten av Sala, varefter han fortsatte till Skerike vid Västerås och Köping. Han var en ivrig väckelsepredikant, inte bara på söndagarna. Historieskrivaren E.J. Ekman menar att stiftets konsistorium med avsikt flyttade runt honom till olika platser för att väckelserörelsen inte skulle få fast rot, men därigenom spreds hans läror i stället till fler orter.
Han begärde i början av 1855 tjänstledigt på grund av svag hälsa. För att vila upp sig besökte han brevvänner i Skottland och Irland, däribland James Lumsden som var lärare vid frikyrkans universitet i Aberdeen. Vid hemkomsten lade han 1856 fram förslag på att grunda Evangeliska fosterlandsstiftelsen (EFS), något som blev verklighet redan samma år. Inom EFS startade han tidningarna Budbäraren, Barnens tidning, Allmogebladet och Lilla barntidningen.
Samtidigt som EFS började komma igång, återgick Lundborg till arbetet som präst. Han blev pastorsadjunkt i den stora församlingen Lindesberg. Arbetet tog honom sedan till Söderbärke, Orsa, Ore och Husby i Dalarna. 1862 förordnades han till vice pastor i Grythyttans församling. Där gifte han sig 1863 med Laura Lignell, dotter till prästen och kulturhistorikern Anders Lignell.
Han grundade missionsföreningar på flera orter, varav några kallades Ansgarius- eller Ansgariiföreningar. Tusenårsminnet av missionären Ansgars död år 865 var nämligen mycket uppmärksammat. För att utbilda lekmannapredikanter grundade Lundborg en kolportörsskola, där han själv både undervisade och skötte ekonomin. Han önskade att EFS skulle överta skolan. Efter ett besök 1866 i Kristiania (dagens Oslo) grundade han Nordiska traktatsällskapet, som skulle sprida småskrifter (traktater) bland folket.
Hans hälsa försvagades och den 18 maj 1867 drabbades han av blodstörtning. Sjukdomen förvärrades i september och han avled den 26 november.
Till hans efterträdare som vice pastor i Grythyttan förordnades i januari 1868 Andreas Fernholm.